# My World (EP)
My World är den kanadensiske sångaren Justin Biebers första EP, som släpptes den 17 november 2009. EP:n är del ett av den tvådelade releasen av Biebers album. Första singeln från albumet var "One Time", som blev en stor succé i stora delar av världen. Succén fortsatte sedan med efterföljande singeln "One Less Lonely Girl" och populära låten "Love Me", som för övrigt är skriven av Peter Svensson och Nina Persson från det svenska bandet The Cardigans.

## Låtlista
| Nr | Låttitel                                  | Låtskrivare | Producenter                                 | Tid  |
| -- | ----------------------------------------- | --- | ------------------------------------------- | ---- |
| 1  | "One Time"                                | Tricky Stewart, The-Dream, James Bunton, Corron Cole, Thabiso Nkhereanye                                                       | C. Stewart, Kuk Harrell, J. Bunton, C. Cole | 3:35 |
| 2  | "Favorite Girl"                           | Antea Birchett, Anesha Birchet, Dernst Emile II, Delisha Thomas                                                                | D'Mile                                      | 4:16 |
| 3  | "Down to Earth"                           | Justin Bieber, Midi Mafia, Mason Levy, Carlos Battey, Steven Battey                                                            | Midi Mafia                                  | 4:05 |
| 4  | "Bigger"                                  | Justin Bieber, Midi Mafia, Dapo Torimiro, Lonny Breaux                                                                         | Midi Mafia, Dapo Torimiro                   | 3:17 |
| 5  | "One Less Lonely Girl"                    | Ezekiel Lewis, Balewa Muhammad, Sean Hamilton, Hyuk Shin, Usher Raymond IV                                                     | E. Lewis, B. Muhammad, S. Hamilton, H. Shin | 3:49 |
| 6  | "First Dance" (feat. Usher)               | Justin Bieber, Usher Raymond IV, Jesse "Corparal" Wilson, Ryan Lovette, Dwight Reynolds, Alexander "Prettyboifresh" Parhm, Jr. | Prettyboifresh                              | 3:42 |
| 7  | "Love Me"                                 | Peter Svensson, Nina Persson                                                                                                   | DJ Frank E                                  | 3:12 |
| 8  | "Common Denominator" (iTunes Bonus Track) | Justin Bieber, Lashaunda "Babygirl" Carr                                                                                       | L. Carr                                     | 4:02 |

## Listplaceringar
| Lista (2009–2010)               | Topplacering |
| ------------------------------- | ------------ |
| Australian Albums Chart         | 79           |
| Austrian Albums Chart           | 18           |
| Belgian Albums Chart (Flanders) | 16           |
| Belgian Albums Chart (Wallonia) | 36           |
| Canadian Albums Chart           | 1            |
| Dutch Albums Chart              | 52           |
| European Top 100 Albums Chart   | 16           |
| German Albums Chart             | 18           |
| Irish Albums Chart              | 11           |
| Mexican Albums Chart            | 22           |
| Polish Albums Chart             | 19           |
| Swiss Albums Chart              | 39           |
| UK Albums Chart                 | 4            |
| U.S. Billboard 200              | 5            |